# Wailly
Wailly é uma comuna francesa na região administrativa de Altos da França, no departamento de Pas-de-Calais. Estende-se por uma área de 9,83 km². Em 2010 a comuna tinha 1 123 habitantes (densidade: 114,2 hab./km²).